# Zatčení
Zatčení je úkon v rámci trestního řízení, kterým dojde na základě příkazu k zatčení k zadržení a krátkodobému omezení osobní svobody obviněného. Tento zásah do ústavně garantované osobní svobody je však při dodržení všech zákonných podmínek podle čl. 8 odst. 4 Listiny základních práv a svobod přípustný.
Příkaz k zatčení, neboli zatykač, může vydat pouze soudce. Podle § 69 trestního řádu musí být k jeho vydání dán některý z důvodů vazby a obviněného zároveň nelze předvolat, předvést nebo zadržet. Zatykač musí obsahovat přesný popis osoby, stručný popis skutku, pro který je stíhána, označení trestného činu, který je v tomto skutku spatřován, a přesné odůvodnění vydání zatykače.
Zatčení pak realizuje policie, která také musí vypátrat místo pobytu obviněného. Po zatčení ho musí nejpozději do 24 hodin dodat soudu, který nejpozději do dalších 24 hodin od předání musí zatčeného vyslechnout a rozhodnout o vazbě. Jestliže není dodržena kterákoli z těchto dvou lhůt, musí být zatčený propuštěn na svobodu.